# Bechara Boutros Rahi
Bechara Boutros Rahi O.M.M. (en arabe : بشارة بطرس الراعي), également orthographié al Rahi ou Raï, né à Hemlaya au Liban le 25 février 1940, est un religieux, ecclésiastique maronite et cardinal libanais. Il est depuis mars 2011, le 77e patriarche maronite d'Antioche et de tout l'Orient.

## Biographie

### Prêtre
Bechara Boutros Rahi est né à Hemlaya, dans le district du Matn, au Liban le 25 février 1940. Il a fait ses études au collège Notre-Dame de Jamhour tenu par les jésuites. 
Entré dans l'Ordre mariamite maronite de la Bienheureuse Vierge Marie, il prononce ses vœux perpétuels le 31 juillet 1962.  Il est envoyé à Rome pour poursuivre ses études en philosophie et en théologie auprès de l'université pontificale du Latran. Il obtient un doctorat en droit canonique et une licence en théologie sacrée.
Le 9 septembre 1967, il est ordonné prêtre.
Il exerce ensuite la fonction de directeur du scolasticat (annexe d'un couvent, où de jeunes religieux font leurs études de théologie et de philosophie) mariamite à Rome et est dans le même temps directeur des programmes de Radio Vatican en langue arabe. De retour au Liban en 1975, il est directeur du collège Notre-Dame de Louayzé.

### Évêque
Le 2 mai 1986, il est élu vicaire patriarcal de Césarée-de-Philippe par le Synode maronite et le 12 juillet 1986 il est ordonné évêque auxiliaire d'Antioche par le patriarche Nasrallah Boutros Sfeir avec comme co-consécrateurs Roland Aboujaoudé (de), Georges Abi-Saber (de), Chucrallah Harb (de), Joseph Mohsen Béchara (de), Khalil Abi-Nader (de), Ignace Ziadé (de), Antoine Joubeir (de), Elie Farah (de), Joseph Merhi (de) et Ibrahim Hélou (de). Le 9 juin 1990, il est nommé évêque de Byblos.
En 2003, il est nommé secrétaire du synode permanent de l’Église maronite. À ce titre, il a participé à plusieurs Synodes des évêques à Rome, y compris l’Assemblée spéciale pour le Moyen-Orient en 2010.

### Patriarche
Le 15 mars 2011, il est élu, patriarche maronite d'Antioche et de tout l'Orient (77e successeur de saint Maron). 
En 2010, il participe au synode des évêques pour le Moyen-Orient, où il aborde les questions cruciales sur l'avenir des Chrétiens d'Orient. Après la guerre civile syrienne, il ne cesse d'exprimer son inquiétude de l’exode des chrétiens, dont il considère l’influence décisive pour l’avenir de la région.
En septembre 2011, d’après le quotidien Ad-Diyar, lors d'une entrevue, le patriarche s'est opposé à Nicolas Sarkozy qui lui exposait violemment les points suivants :
- dans le contexte du choc des civilisations, il n’y a plus de place pour les chrétiens dans le Machrek, et qu'il serait préférable que les 1,3 million de chrétiens du Liban et 1,5 million de Syrie émigrent vers l’Europe.
- qu'afin de régler la question du Proche-Orient, la paix avec Israël serait signée avec les Frères musulmans au pouvoir en Syrie, suivis par le Liban.
- que les réfugiés palestiniens au Liban et ailleurs resteront là où ils sont.

Le 24 octobre 2012, à l'issue de l'audience générale, Benoît XVI annonce qu'il le créera cardinal, avec cinq autres prélats, lors d'un consistoire qui se tiendra le 24 novembre suivant,.
Le 24 novembre 2012, Benoît XVI préside son cinquième consistoire ordinaire public et élève Bechara Boutros Rahi au collège des cardinaux. À ce titre, il participe au conclave de 2013 qui élit François.
Le 9 septembre 2014, il est nommé par le pape François père synodal pour la troisième assemblée générale extraordinaire du synode des évêques sur la famille qui se déroule du 5 au 19 octobre suivant en qualité de primat de l'Église maronite.
Il atteint la limite d'âge le 25 février 2020, ce qui l'empêche de participer au conclave de 2025 (élection de Léon XIV).

## Succession apostolique
Bechara Boutros Rahi a ordonné les évêques suivants :
- Évêque Hanna G. Alwan (de), C.M.L. (2011)
- Archevêque Camille Zaidan (de) (2011)
- Évêque Mounir Khairallah (de) (2012)
- Évêque Michel Aoun (2012)
- Évêque Elias Khoury Slaiman Slaiman (de) (2012)
- Archevêque Moussa El-Hage (de), O.A.M. (2012)
- Évêque Georges Chihane (de) (2012)
- Évêque Paul Rouhana (de), O.L.M. (2012)
- Évêque Maroun Ammar (de) (2012)
- Évêque Joseph Mouawad (de) (2012)
- Évêque Maroun Nasser Gemayel (2012)
- Évêque Paul-Marwan Tabet, C.M.L. (2013)
- Évêque Habib Chamieh (de), O.M.M. (2013)
- Évêque Antoine Tarabay (de), O.L.M. (2013)
- Évêque Abdallah Elias Zaidan (de), C.M.L. (2013)
- Évêque Antoine Chbeir (de) (2015)
- Évêque Hanna Rahmé (de), O.L.M. (2015)
- Archevêque Paul Abdel Sater (de) (2015)
- Archevêque Joseph Tobji (de) (2015)
- Évêque Joseph Nafaa (de) (2016)
- Évêque Youhanna Rafic El Warcha (en) (2018)
- Évêque Simon Faddoul (de) (2018)
- Évêque Antoine Aukar (de), O.A.M. (2019)
- Évêque Peter Karam (2019)
- Archevêque Charbel Abdallah (de) (2020)
- Archevêque Antoine Farès Bounajem (de) (2021)
- Archevêque Selim Jean Sfeir (de) (2021)
- Archevêque Michel Jalakh (de), O.A.M (2024)

## Publications
- (ar) L'éducation chrétienne (التنشئة المسيحية), 5 vol, Zouk Mosbeh, éd. Université Notre-Dame-de-Louaizé, 2005-2009.
- (ar) Le mariage : enseignement et jurisprudence (الزواج، تعليم واجتهاد قضائي), Zouk Mosbeh, éd. Université Notre-Dame-de-Louaizé, 2010.
- (ar) La procédure juridique devant les tribunaux ecclésiastiques : le rôle de l'agent et de l'avocat (الأصول العلمية لسير الدعوى أمام المحاكم الكنسية، دور الوكيل والمحامي), Beyrouth, éd. Université la Sagesse, 2010.
- (ar) Sermons (الرسائل الرعوية), 14 vol, Beyrouth, éd. Église maronite, 1990-2008.
- Au cœur du chaos : la résistance d'un chrétien en Orient (Entretiens avec Isabelle Dillmann), Paris, Albin Michel, 2016.

## Décorations
- Grand-croix de la Légion d'honneur (remise par Nicolas Sarkozy en septembre 2011[12]).
- Grand cordon de l'ordre national du Cèdre (remis par Michel Sleiman en novembre 2012[13])